# Антилопові
Антилопові, або «справжні антилопи» (Antilopinae) — обширна підродина африканських і азійських порожнисторогих, обсяг якої нерідко трактують дуже широко (див. антилопи).

## Роди
підродина Антилопові (Antilopinae) включає 12 родів, у тому числі:

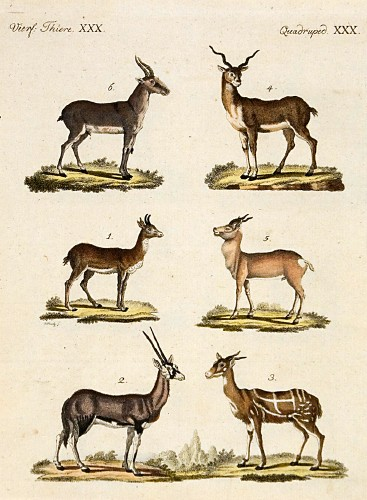
Антилопи і газелі

- Ammodorcas Thomas, 1891
- Antidorcas Sundevall, 1847
- Antilope Pallas, 1766
- Dorcatragus Noack, 1894
- Eudorcas Fitzinger, 1869
- Gazella Blainville, 1816
- Litocranius Kohl, 1886
- Madoqua Ogilby, 1837
- Nanger Lataste, 1885
- Neotragus Hamilton Smith, 1827
- Oreotragus A. Smith, 1834
- Ourebia Laurillard, 1842
- Procapra Hodgson, 1846
- Raphicerus Hamilton Smith, 1827
- Saiga Gray, 1843
- Pantholops Hodgson, 1834